# عامر الرطام
عامر محمد علي الرطام العجمي، سياسي كويتي، شغل منصب وزير العدل و وزير الأوقاف و الشؤون الإسلامية منذ 9 أبريل 2023 (إلي) 7 يونيو 2023، وكان قد شغل منصب كبير خبراء في الإدارة العامة للخبراء بوزارة العدل.

## عن حياته
حاصل على بكالوريوس التجارة من جامعة الكويت في 1997 وكذلك درجتي الماجيستير في المحاسبة والمراجعة والدكتوراة في
الفلسفة بمجال المحاسبة والمراجعة من جامعة عين شمس المصرية، كما عمل كبير خبراء في الادارة العامة للخبراء بوزارة العدل وخبير المحاسبي في الادارة، كما عمل مدرسا في قسم المحاسبة بالهيئة العامة للتعليم التطبيقي والتدريب ومحاضر معتمد في معهد الكويت للدراسات القضائية والقانونية.

## مناصب وعضوية
- رئيس مجلس إدارة معهد الكويت للدراسات القضائية والقانونية
- عضو اللجنة القانونية بمجلس الوزراء
- عضو اللجنة العليا للجنسية لمجلس الوزراء
- رئيس مجلس إدارة الجهاز المركزي للمناقصات العامة
- رئيس مجلس إدارة الهيئة العامة لشؤون القصر
- رئيس مجلس إدارة الأمانة العامة للأوقاف
- رئيس مجلس إدارة الهيئة الخيرية الإسلامية العالمية
- رئيس اللجنة العليا لتعزيز الوسطية
- رئيس الهيئة العامة للعناية بطباعة و نشر القرآن الكريم و السنة النبوية و علومهما
- رئيس وفد الكويت المشارك في أعمال المنتدى الحكومي الرابع لمكافحة الاتجار بالأشخاص الذي استضافته دولة قطر 2023.
- بدأ بعمل نظام التقاضي عن بعد في الدعاوى العمالية والمنازعات الإيجارية
- كبير الخبراء المحاسبين.

## التعليم والمؤهلات
- بكالوريوس في التجارة من جامعة الكويت.
- درجة الماجستير بالمحاسبة و المراجعة من جامعة عين شمس عام 2007. عنوان الرسالة "متطلبات الإفصاح عن ربحية السهم وتأثيرها على قرارات المستثمرين في ضوء المعايير المحاسبية الدولية" دراسة تطبيقية بدولة الكويت.
- درجة دكتوراه الفلسفة في المحاسبة والمراجعة من جامعة عين شمس عام 2011. عنوان الرسالة "قياس تأثير التطور في معايير المحاسبة والمراجعة على مصداقية تقارير مراقبي الحسابات" دراسة ميدانية بدولة الكويت.